# Mouldingia orientalis
Mouldingia orientalis é uma espécie de gastrópode  da família Camaenidae.
É endémica da Austrália.